# کوکسبوری (کارولینای جنوبی)
کوکسبوری(به انگلیسی: Cokesbury) شهری در ایالت کارولینای جنوبی کشور ایالات متحده آمریکا است که جمعیت آن در سرشماری سال ۲۰۱۰ میلادی، ۲۱۵ نفر بوده‌است.